# Mamamoo
Mamamoo (koreansk: 마마 무), undertiden stiliseret som MAMAMOO, er en sydkoreansk pigegruppe dannet af RBW (tidligere WA Entertainment) i 2014. Gruppen debuterede officielt den 18. juni 2014 med singlen "Mr. Ambiguous ". Deres debut blev af nogle kritikere betragtet som en af de bedste K-pop-debuter fra 2014. De er anerkendt for deres retro-, jazz-, R&B-koncepter og deres stærke vokale præstationer.

## Karriere

### Præ-debut
Inden deres officielle debut samarbejdede Mamamoo med flere kunstnere. Deres første samarbejde med titlen "Don't Be Happy" med Bumkey blev frigivet den 8. januar 2014. Et andet samarbejde med K.Will med titlen "Peppermint Chocolate" med Wheesung udkom den 11. februar 2014. "Peppermint Chocolate" rangerede 11. på Gaons digitale liste i sin første uge. Den 30. maj udgav Mamamoo et tredje samarbejde med rapduoen Geeks kaldet "HeeHeeHaHeHo".

### 2014: Debut med Hello og Piano Man
Gruppen debuterede den 18. juni med den første single "Mr. Ambiguous" fra deres første EP Hello. Musikvideoen til "Mr. Ambiguous" indeholdt gæsteoptrædener fra mange velkendte personer fra K-pop-branchen som CNBLUE's Jonghyun, Baek Ji-young, Wheesung, Jung Joon-young, Bumkey, K.Will og Rhymer fra Brand New Musik. Albummet indeholdt tre tidligere udgivne samarbejder og fire nye sange. Gruppen optrådte første gang live den 19. juni i musikprogrammet M Countdown Den 27. juni fremførte Mamamoo "Peppermint Chocolate" med K.Will og VIXXs Ravi på Music Bank "Half-Year" Special. Den 5. juli afholdt gruppen en koncert på Hongik University i Hongdae, Seoul. I juli udgav Mamamoo deres første originale soundtrack-bidrag med titlen "Love Lane" til det koreanske drama Marriage, Not Dating.
Den 21. november udgav Mamamoo deres anden EP Piano Man med titelsporet med samme navn. Titelsangen toppede som nummer 41 på Gaons digitale liste. Ved udgangen af 2014 rangerede Mamamoo tiende højest blandt idol-pigegrupper for digitalt salg, 19. i albumsalg og 11. i samlet salg ifølge Gaons opgørelse ved slutningen af året. Den 10. januar fremførte Mamamoo deres version af Joo Hyun-mis "Wait a minute" ved sangkonkurrencen Immortal Songs 2 og nåede den sidste runde, før de tabte til Kim Kyung-ho.

### 2015: Pink Funky og stigende popularitet
Den 2. april 2015 udgav Mamamoo "Ahh Oop!", den første singel af deres tredje EP med titlen Pink Funky. "Ahh Oop!" markerede gruppens andet samarbejde med Esna, efter at hun havde medvirket på sangen "Gentleman" på deres anden EP Piano Man. Den 13. juni rejste gruppen til Ulaanbaatar, Mongoliet, for at optræde ved et arrangement sponsoreret af den sydkoreanske ambassade med Crayon Pop og K-Much. Arrangementet var en mindekoncert, der blev afholdt til ære for 25-årsdagen for diplomatiske bånd mellem Sydkorea og Mongoliet.
Den 19. juni udgav Mamamoo deres tredje EP Pink Funky og den første single "Um Oh Ah Yeh". Sangen var en kommerciel succes og toppede som nummer tre på Gaon-listen og blev deres første top-tre singel. Den 23. august, efter afslutningen af promoveringer, afholdt Mamamoo deres første fanmøde, med titlen "1st Moo Party" for i alt 1.200 fans i Olympic Park i Seoul. Billetter til fanmødet blev udsolgt inden for et minut, så gruppen tilføjede et ekstra møde for 1.200 yderligere fans samme nat. De afholdt også et andet "Moo Party" i Los Angeles, som fandt sted den 4. oktober. Dette var deres første rejse til USA. Mamamoo samarbejdede også og optrådte sammen med Basick på det koreanske rap-overlevelseshow Show Me the Money.
Den 29. august vendte Mamamoo tilbage til Immortal Songs 2 med en gengivelse af Jo Young-nams "Delilah". Den 31. oktober vendte Mamamoo tilbage til Immortal Songs 2 og sang en gengivelse af den koreanske trotsanger Bae Hos sang "Backwood's Mountain" (두메 산골). Med deres præstationer opnåede gruppen den første samlede sejr på Immortal Songs med 404 point.

### 2016–2017:Melting, første soloconcert,MemoryogPurple
Den 10. januar 2016 annoncerede RBW Mamamoos første solokoncert siden gruppens debut i 2014. Koncerten “Mamamoo Concert-Moosical 2016” blev afholdt den 13. til 14. august i Olympic Hall i Seoul. De 7.000 billetter til koncerten blev udsolgt på et minut.
Den 26. januar for-udgav Mamamoo en R&B-ballade, "I Miss You", fra deres første album i fuld længde, Melting. Den 12. februar blev et andet spor, "1 cm/Taller than you" for-udgivet med en musikvideo. Det fulde album blev udgivet den 26. februar med debut på nummer 3 på Gaon-listen. Titelsporet "Du er den bedste (넌 er 뭔들)" debuterede også på nummer tre, men toppede som nummer et den følgende uge og blev deres første nummer-et-single.
Den 6. marts modtog de deres første musikshow-sejr med sangen "You're the Best" på Inkigayo, efterfulgt af sejre på Music Bank, M Countdown, og andre musikprogrammer. De modtog otte sejre i alt for singlen. Den 16. marts optrådte Mamamoo i Austin, Texas ved South by Southwests K-Pop Night Out. Den 25. juni optrådte Mamamoo på KCON NY-festivalen i Newark, New Jersey. Sammen med pigegruppen GFriend har de også medvirkende i sæson 7 af reality-tv-showet "SHOWTIME".
Den 31. august udgav Mamamoo singlerne "Angel" og "Dab Dab" som undergrupper bestående af vokalister (Solar og Wheein) og rappere (henholdsvis Moonbyul og Hwasa). Den 21. september frigav Mamamoo deres opfølgende digitale single "New York" og tilhørende musikvideo. Efter at have indsamlet kampagner til "New York" annoncerede Mamamoos agentur, at gruppen vil gøre deres comeback den 7. november med deres fjerde EP, Memory. Den første single fra Memory blev annonceret som "Décalcomanie." Kort efter deltog Mamamoo i adskillige priser ved udgangen af året, mens gruppen også deltog i OST med titlen "Love" til hit-tv-showet Goblin.
Den 19. januar 2017 offentliggjorde Mamamoo deres anden solokoncert med titlen “Mamamoo Concert Moosical 2017: Curtain Call” blev afholdt den 3.-5. marts i Seoul og den 19.-20. august i Busan i KBS Busan Hall. Gruppen modtog kritik for at have optrådt med blackface, da de som en del af koncerten spillede en video, der indeholdt de medlemmer, der imiterede Bruno Mars, mens de havde mørkere makeup, og som skulle genskabe et uddrag af musikvideoen til Uptown Funk. Klippet blev udskåret fra følgende koncertdatoer, og der blev straks udsendt flere undskyldninger, inklusive en direkte fra medlemmerne, hvor de oplyste, at de var "ekstremt uvidende om blackface og ikke forstod implikationerne af vores handlinger. Vi vil tage tid at forstå mere om vores internationale fans for at sikre, at dette aldrig sker igen."
Den 17. juni deltog Mamamoo i Immortal Songs 2 med en gengivelse af Noh Sa-yeons "Kærlighed", som fik '430 point'.
Mamamoo annoncerede udgivelsen af deres femte EP Purple den 22. juni 2017 med titelsporet "Yes I Am". Titelsporet steg hurtigt op som nummer et på Melon realtidsliste. Efter en dag satte Mamamoo rekorden for det højeste antal unikke lyttere på 24 timer med "Yes I Am" på Melon for en pigegruppe. Den 27. juni modtog de deres første musikshow-sejr på The Show, efterfulgt af sejre på Show Champion, M Countdown og Show! Music Core.  De placeredes også først i Billboards verdensalbumsliste.

### 2018–2019:Four Seasons ProjectogReality in Black
Den 4. januar 2018 udgav Mamamoo en pre-release single kaldet "Paint Me" til at fungere som et forspil til deres kommende projektserie "Four Seasons". Målet med serien er at fremvise fire albums, der hver kombinerer en farve og et matchende medlems karakteristik for hver sæson. Gruppen har oplyst, at de ønsker at vise deres dybde som kunstnere og præsentere en mere moden stil med dette projekt.
Mamamoo startede 4 Seasons 4 Colours-projektet, da de frigav deres sjette EP, Yellow Flower den 7. marts 2018 med den førende single "Starry Night". Sangen nåede top-ti på Gaon-listen som nummer 6.
Den 11. juli 2018 annoncerede Mamamoo, at deres tredje solokoncert med titlen ”2018 Mamamoo Concert 4Seasons S/S” skulle afholdes på SK Olympic Handball Gymnasium i Seoul den 18.-19. august. Spillestedet er to gange større end de tidligere med 5.000 pladser. Billetter til koncerten blev udsolgt inden for to minutter efter, at de var på salg.
Mamamoo fortsatte deres 4 Seasons-projekter, da de frigav deres syvende EP, Red Moon, den 16. juli 2018, med "Egotistic" som sin førende single. I den første uge af udgivelsen debuterede EP på nummer fire på Billboard World Albums med 1.000 eksemplarer, hvilket gør det til deres bedste amerikanske salgsuge. EP toppede også som nummer tre på den ugentlige Gaon-liste. Mamamoo gjorde også deres første optræden nogensinde på Billboard Heatseekers Albums Liste som nummer 25. Kampagnerne til "Egotistic" sluttede den 5. juli 2018 på SBS 'Inkigayo som forberedelse til deres tredje solokoncert.
Deres første japanske singel "Décalcomanie" blev udgivet den 3. oktober 2018 under det japanske label Victor Entertainment. Mamamoos Japan-debutsingel toppede på nr. 11 i Oricon ugentlige singelliste.
Den 29. november 2018 frigav Mamamoo den tredje udgave af deres 4 Seasons Project med Blue;s, deres ottende EP sammen med sin førende single "Wind Flower". EP-en toppede som nummer syv på den ugentlige Gaon-liste.
Mamamoo frigav deres niende EP, den sidste del af 4 Seasons-projektet, White Wind (EP)|White Wind, den 14. marts 2019 med sin førende single "Gogobebe".
Den 27. marts 2019 annoncerede Mamamoo, at deres fjerde solo-koncert med titlen ”Mamamoo Concert 4Seasons F/W 2019” skulle afholdes på Jangchung Gymnasium i Seoul den 19.-21. april. Koncerterne er en storslået finale for Mamamoos "Four Seasons Four Colors Project", som blev lanceret i marts 2018 for at genskabe gruppens image.
Den 24. juli 2019 udgav Mamamoo en ny single med titlen "Gleam", komponeret af Cosmic Sound, som CF (kommerciel film) til Davich Eyeglasses.
Mamamoo udgav deres andet fulde album, Reality in Black, den 14. november 2019 med sin førende single "Hip".

## Koncerter

### Koncerter med titler
- 2016 Mamamoo Concert Moosical (2016)
- 2017 Mamamoo Concert Moosical: Curtain Call (2017)
- 2018 Mamamoo Concert 4Seasons S/S (2018)
- Mamamoo 1st Concert Tour in Japan (2018)
- 2019 Mamamoo Concert 4Seasons F/W (2019)
- Mamamoo 2nd Concert Tour in Japan: 4season Final (2019)
- Mamamoo 3rd Concert Tour in Japan (2020)

#### 2016 Mamamoo Concert Moosical
| Dato            | By    | Land     | Sted         | Publikum |
| --------------- | ----- | -------- | ------------ | -------- |
| 13. august 2016 | Seoul | Sydkorea | Olympic Hall | 7,000    |
| 14. august 2016 | Seoul | Sydkorea | Olympic Hall | 7,000    |

#### 2017 Mamamoo Concert Moosical: Curtain Call
| Dato            | By    | Land     | Sted           | Publikum |
| --------------- | ----- | -------- | -------------- | -------- |
| 3. marts 2017   | Seoul | Sydkorea | Olympic Hall   | 10,000   |
| 4. marts 2017   | Seoul | Sydkorea | Olympic Hall   | 10,000   |
| 5. marts 2017   | Seoul | Sydkorea | Olympic Hall   | 10,000   |
| 19. august 2017 | Busan | Sydkorea | KBS Busan Hall | 6,000    |
| 20. august 2017 | Busan | Sydkorea | KBS Busan Hall | 6,000    |
| Total           | Total | Total    | Total          | 16.000   |

#### 2018 Mamamoo Concert 4Seasons S/S
| Dato              | By              | Land      | Sted                          | Publikum |
| ----------------- | --------------- | --------- | ----------------------------- | -------- |
| 18. august 2018   | Seoul           | Sydkorea  | SK Olympic Handball Gymnasium | 10,000   |
| 19. august 2018   | Seoul           | Sydkorea  | SK Olympic Handball Gymnasium | 10,000   |
| 1. september 2018 | New Taipei City | Taiwan    | Xinzhuang Gymnasium           | 5.000    |
| 2. september 2018 | Hong Kong       | Hong Kong | AsiaWorld–Expo Hall 2         |          |

#### Mamamoo 1st Concert Tour in Japan
| Dato                           | By     | Land  | Sted         |
| ------------------------------ | ------ | ----- | ------------ |
| 5. oktober 2018 (To koncerter) | Osaka  | Japan | Zepp Namba   |
| 7. oktober 2018 (To koncerter) | Tokyo  | Japan | Stellar Ball |
| 9. oktober 2018                | Nagoya | Japan | Zepp Nagoya  |

#### 2019 Mamamoo Concert 4Seasons F/W
| Dato               | By              | Land      | Sted                |
| ------------------ | --------------- | --------- | ------------------- |
| 19. april 2019     | Seoul           | Sydkorea  | Jangchung Arena     |
| 20. april 2019     | Seoul           | Sydkorea  | Jangchung Arena     |
| 21. april 2019     | Seoul           | Sydkorea  | Jangchung Arena     |
| 15. juni 2019      | New Taipei City | Taiwan    | Xinzhuang Gymnasium |
| 16. juni 2019      | New Taipei City | Taiwan    | Xinzhuang Gymnasium |
| 27. juli 2019      | Daegu           | Sydkorea  | Daegu EXCO          |
| 28. juli 2019      | Daegu           | Sydkorea  | Daegu EXCO          |
| 28. september 2019 | Hong Kong       | Hong Kong | AsiaWorld–Arena     |

#### Mamamoo 2nd Concert Tour in Japan: 4season Final
| Dato            | By       | Land  | Sted               |
| --------------- | -------- | ----- | ------------------ |
| 11. august 2019 | Yokohama | Japan | Pacifico Yokohama  |
| 13. august 2019 | Osaka    | Japan | Zepp Osaka Bayside |

#### Mamamoo 3rd Concert Tour in Japan
| Dato           | By    | Land  | Sted               |
| -------------- | ----- | ----- | ------------------ |
| 8. marts 2020  | Osaka | Japan | Dojima River Forum |
| 15. marts 2020 | Tokyo | Japan | Toyosu PIT         |

## Filmografi

### Reality shows
| År   | Netværk     | Titel                      | Note        |
| ---- | ----------- | -------------------------- | ----------- |
| 2016 | MBC Every 1 | Mamamoo x GFriend Showtime | 8 episodes  |
| 2018 | Olleh TV    | A Lucky Day                | 8 episoder  |
| 2019 | Mnet        | Queendom                   | 10 episoder |

### Dramaer
| År   | Netværk | Titel     | Rolle                |
| ---- | ------- | --------- | -------------------- |
| 2016 | tvN     | Entourage | Sig selv (episode 1) |